# Водице (Словенија)
Водице (словен. Vodice) је град и управно средиште истоимене општине Водице, која припада Средњесловенској регији у Републици Словенији.
По последњем попису из 2011. г. насеље Водице имало је 1.589 становника.